# Carlsbad (Nové Mexiko)
Carlsbad je město v okrese Eddy County (jehož je sídlem) ve státě Nové Mexiko v USA. Leží na břehu řeky Pecos, přibližně 40 kilometrů severně od hranic s Mexikem. Město má přibližně 31 500 obyvatel a nachází se v nadmořské výšce 950 metrů.
Město je známé především díky Carlsbadským jeskyním, které jsou chráněny jako národní park a přitahují ročně tisíce návštěvníků. Jeskyně jsou součástí národního parku a zahrnují jednu z největších jeskynních komor na světě. Carlsbad má rovněž bohatou historii těžby ropy a zemního plynu, což je významným prvkem místní ekonomiky.